# Galivantin’ Guitar
Galivantin’ Guitar – album amerykańskiego gitarzysty jazzowego Oscara Moore’a.
Na płycie zamieszczono wszystkie utwory z wydanego wcześniej albumu Oscar Moore Trio (nagranego w składzie Moore,
pianista Carl Perkins i kontrabasista Joe Comfort) oraz utwór dodatkowy, nagrany podczas kolejnej sesji, w której oprócz tria Moore’a brał udział grający na bongosach Mike Pacheco. Wszystkie nagrania zarejestrowano w 1954 w studiu Radio Recorders w Hollywood.
Monofoniczny 12" LP ukazał się w 1956 nakładem wytwórni Tampa Records (TP-22).
W wyniku działań Roberta Schermana, właściciela wytwórni Tampa Records, niektóre z wydawanych przez niego płyt mają ten
sam numer katalogowy (mimo różnej zawartości) lub też inny numer katalogowy, inną okładkę czy inny tytuł – mimo identycznej 
zawartości (podobne problemy są z datami wydań).
Album nazwany Galivantin’ Guitar wydany został także jako:
- Oscar Moore Trio with Carl Perkins Tampa TP 22 wyd. 1957
- Jazz 1940 Era Tampa TP 22 wyd. 1958[5][6][7]
- Oscar Moore Archives of Jazz Vol. 8 Columbia (Francja) C 062-95824 wyd. 1975

## Muzycy
- Oscar Moore – gitara
- Carl Perkins – fortepian
- Joe Comfort – kontrabas
- Mike Pacheco – bongosy (w utworze "Kiss Me Again")

## Lista utworów
Strona A
| 1. | "Roulette" (O. Moore)               |  |
|    |                                     |  |
| 2. | "Nearness of You" Hoagy Carmichael) |  |
|    |                                     |  |
| 3. | "Love for Sale" (Cole Porter)       |  |
|    |                                     |  |
Strona B
| 4. | "Body and Soul" (Johnny Green, Edward Heyman) |  |
|    |                                               |  |
| 5. | "Blues in B Flat" (O. Moore)                  |  |
|    |                                               |  |
| 6. | "Kenya" (O. Moore)                            |  |
|    |                                               |  |
| 7. | "Kiss Me Again" (Victor Herbert)              |  |
|    |                                               |  |

## Informacje uzupełniające
- Producent, autor opisu (omówienia) płyty  – Robert Scherman
- Inżynier dźwięku – Val Valentine
- Autor pracy plastycznej na okładce – Johnny Miller
- Zdjęcie na okładce wydania Tampa LP-22 – Danny Rouzer